# Бекенштейн, Иоганн Симон
Иоганн Симон Бекенштейн (1684—1742) — немецкий доктор права на русской службе, штатный академик, профессор правоведения.

## Биография
Состоял доцентом Кёнигсбергского университета. По приглашению в 1725 году прибыл в Санкт-Петербург, где состоял в должности профессора правоведения при Академии наук.
За период пребывания в Академии наук И. С. Бекенштейн читал лекции для студентов, а также подготовил работу «Толкование на российское Уложение» и составлял «Историю права публичного».
Однако эти работы не были опубликованы и остались неизвестными широкому читателю. Сохранилась его академическая речь: «Sermo panegyricus in solemni Academiae Scientiarum Imperialis Conventu die V Mai anni MDCCXXXI publice recitatus» (СПб., 1731).
Хотя Бекенштейн не очень любил российские порядки, однако в своей речи восхвалял существующую в России самодержавную власть и порицал свободолюбцев, желающих ограничить власть самодержавия. Для обучения молодого императора Петра II геральдике издал: «Kurze Einleitung zur Wappen-Kunst» (СПб., 1731).
Кроме того, в продолжение занятий геральдикой, в сентябре 1734 года, по требованию военной коллегии, профессор разработал гербы для знамён слободских полков: сумского, ахтырского, харьковского, изюмского и острогожского. По этому поводу он представил «мнение о учинении новых гербов в слободские полки по состоянию тамошних мест». Из этого мнения видно, что ранее Бекенштейн составлял также гербы для знамён морских полков.
В том же, 1734 году, по поручению президента Академии наук барона Корфа, Бекенштейн составил и эскиз официальной печати Академии. При разработке эскиза в качестве основной фигуры Бекенштейн использовал, очевидно, фигуру с титульного листа первого сборника академических трудов, подготовленного профессором математики академиком Гольдбахом, изменив лишь надпись и добавив фон: на печати был представлен «Государственный орел в золотом поле, на грудях красный щит, в котором Паллада, на камне сидящая, в правой руке копьё держит, а левою опирается на щит, со следующей надписью: „Sic tuta perennat“». Барон Корф предложил только поставить вместо sic — hic, получилось «Здесь безопасно пребывает». 4-го февраля 1735-го года печать эта была утверждена Императрицей, и использовалась вплоть до Революции. Теперь же «академическая печать почему-то служит гербом Санкт-Петербургскому университету».